# Nicole Neumann
Nicole Unterüberbacher Neumann coneguda com a Nicole Neumann (n. Buenos Aires, Argentina; 31 d'octubre de 1980) és una model argentina filla de l'instructor d'esquí i empresari Bernd Unterüberbacher i de l'empresària Claudia Neumann de qui prendria el cognom per a la seva carrera professional.

## Infància
Sent petita es va traslladar amb la seva família a Salzburg, Àustria, lloc d'origen del seu pare. Quan els seus pares es van separar, Nicole tenia només un any d'edat, i retorna amb la seva mare Claudia al seu país natal, on va tenir una mitja germana, Geraldine Conti (o Neumann). Poc després, es van instal·lar a Còrdova, a Argentina. De retorn a Buenos Aires s'instal·len en Belgrano. Practica equitació des dels 9 anys i és una fervent amant i defensora dels animals. Interessada en el benestar de la comunitat, es va sumar breument a ONGs com l'Organització Argentina de Joves per a les Nacions Unides (OAJNU), on va poder potenciar el seu esperit solidari.

## Carrera
La seva carrera comença als quatre anys amb anuncis. La seva vida canviaria als dotze anys, quan debuta com a model de passarel·la, sent, en aquells temps, la més jove del país, una autèntica “Lolita”. Primer va treballar per Pancho Dotto, en l'agència que dura un any (després la duria la seva mare) i els seus primers treballs van ser publicitats de les marques Stone Island i Car Cuore. Després fa moltes campanyes gràfiques per a diferents empreses i desfilades pel país, més tard per Xile, Paraguai i Uruguai. Aquí és on desfila per primera vegada per a Roberto Giordano en Punta del Este, el 1992.
El 1994 es llança sense èxit com a cantant i fins i tot treu un disc, Primer Amor, que va rebre crítiques negatives i avui és una raresa difícil d'aconseguir i objecte de culte entre col·leccionistes. El senzill Deixa't Voler va ser utilitzat com a cortina musical en la tira infanto-juvenil Amigovios. El 1996 va integrar l'elenc de la telenovel·la argentina 90 60 90 Models.
El 1998, amb 18 anys recentment complerts, Nicole prova sort a París, malgrat la seva aerofòbia. No obstant això, no només es va portar experiència laboral de França; també allí es va retrobar amb el seu pare, a qui pràcticament no coneixia. D'aquesta forma coneix a la seva família europea. Per aquests temps, viatjava amb alta freqüència a Nova York, Estats Units d'Amèrica, i a Milà, Itàlia, i la marca rosarina d'indumentària "Sòlid" li va oferir ser la cara de l'empresa. Quan torna a l'Argentina compra la seva primera casa i es posa a treballar per crear una fundació per a animals abandonats.
El 1999 va protagonitzar el paper de "jove despampanante" en la pel·lícula "Aquesta Maleïda Costella", dirigida per Juan José Jusid.
A finalitats de 1999, comença a actuar en la tira de Telefe Caparró, protagonitzada per Agustina Cherri i Alejo Ortiz. Per aquesta època, decideix canviar de representant i deixa a la seva mare per Matías Liberman, amb qui més tard començaria a sortir.
En 2005 MTV va estrenar un curt reality xou protagonitzat per ella i unes altres models de diferents països, anomenat D-Tour, on les noies viatjaven per Àsia.
Durant l'estiu 2005/2006 debuta com vedet en la revista de Nito Artaza Els bojos manen.
Debuta com a conductora l'any 2007 en el cicle d'entrevistes Estil Nicole per Fox Sports. En 2009 torna a la conducció amb Simplement Nicole a l'abril de 2009 per C5N, acabant el programa mesos després. Després comença la seva participació en el concurs de cant i ball anomenat El Musical dels teus Somnis, al programa "ShowMatch".
En 2010 realitza un cameo en la novel·la "Botineras" i condueix FTV Mag, per la pantalla de FTV. Va participar de Ballant per un somni 2011, conduït per Marcelo Tinelli.
En el 2013, Nicole s'uneix al renovat staff de la cinquena temporada d'Animales Sueltos, el programa conduït per Alejandro Fantino i emès per Amèrica Tv.
Neumann concursa en el reality xou de ball Ballant 2016 conduït per Marcelo Tinelli, on va obtenir el cinquè lloc després de set mesos de competència.

## Vida personal
Nicole Neumann és animalista i no desfila amb pells d'animals. En 2014 va fundar la marca Nikka N que produeix dissenys sintètics de sabates i carteres. Va ser vegetariana al voltant de 20 anys fins a realitzar la transició al veganisme.
En l'estiu de 2004 va ser vista amb el llavors desconegut model Nacho Herrero en una platja de Punta del Este, mentre encara sortia amb el seu mànager Matías Liberman. Poc després se separa de Liberman i oficialitza el seu festeig amb Herrero, casant-se amb ell al març de 2005. Però el matrimoni duraria poc; la parella se separa a l'any següent, pel seu romanç amb el futbolista de Club Atlético Vélez Sarsfield Fabián Cubero, a qui coneix en una producció fotogràfica d'una revista masculina. Es casa amb Cubero a Mèxic.
Nicole té tres filles amb el futbolista Fabián Cubero: Indiana, nascuda el 17 d'octubre de 2008, Allegra, nascuda el 6 de gener de 2011 i Sienna, nascuda el 3 de juliol de 2014.

## Televisió
| Any       | Títol                       | Rol           | Nota                  | Canal      |
| --------- | --------------------------- | ------------- | --------------------- | ---------- |
| 1996      | 90 60 90 models             | -             | Elenc de repartiment  | Canal 9    |
| 1999-2000 | Caparró                     | Bàrbara       | Antagonista           | Telefe     |
| 2005      | D- Tour                     | Ella mateixa  | Reality Xou           | MTV        |
| 2007      | Estil Nicole                | Conductora    | Programa de televisió | Fox Sports |
| 2009      | Simplement Nicole           | Conductora    | Programa de televisió | C5         |
| 2009      | El musical dels teus somnis | Participant   | 11°lloc               | El Tretze  |
| 2010      | FTV Mag                     | Conductora    | Programa de moda      | FTV        |
| 2010      | Botineras                   | Ella mateixa  | Cameo                 | Telefe     |
| 2011      | Ballant per un somni 2011   | Participant   | 25°lloc               | El Tretze  |
| 2013      | Animals solts               | Co-conductora | Programa de televisió | Amèrica    |
| 2015      | Tot Estiu                   | Conductora    | Programa de televisió | Telefe     |
| 2016      | Boig per vós                | Ella mateixa  | Participació especial | Telefe     |
| 2016      | Ballant per un somni 2016   | Participant   | 5°lloc                | El Tretze  |
| 2016      | Dones amb Nicole            | Conductora    | FWTV                  |            |

### Cinema
| Any  | Pel·lícula                          | Rol                | Director                |
| ---- | ----------------------------------- | ------------------ | ----------------------- |
| 1999 | Aquesta maleïda costella            | Jove despampanante | Juan José Jusid         |
| 2013 | Back to the Siam                    | Gonzalo Roldán     |                         |
| 2014 | Cosano: La vida secreta d'un vestit | Ella mateixa       | Diego Leby i Pablo Leby |
| 2016 | Resentimental                       | Diego Damario      |                         |

### Teatre
| Any       | Obra            | Rol     | Director    |
| --------- | --------------- | ------- | ----------- |
| 2005-2006 | Els bojos manen | Vedette | Nito Artaza |

## Discografia
- 1994: "Primer amor" - SONY MUSIC
- 1994: "Nicole Neumann" (EP) - Temes: En el colegio, A través del sol, No quiero estudiar - SONY MUSIC
- 1994: "Nicole Neumann" (Sing) - Tema: Deja querer - SONY MUSIC